# Амбютри
Амбютри́ (фр. Ambutrix) — коммуна во Франции, находится в регионе Рона — Альпы. Департамент — Эн. Входит в состав кантона Ланьё. Округ коммуны — Белле.
Код INSEE коммуны — 01008.

## География
Коммуна расположена приблизительно в 400 км к юго-востоку от Парижа, в 45 км северо-восточнее Лиона, в 31 км к югу от Бурк-ан-Бреса.

## Климат
Климат полуконтинентальный с холодной зимой и тёплым летом. Дожди бывают нечасто, в основном летом.

## Население
Население коммуны на 2010 год составляло 729 человек.
| 1962 | 1968 | 1975 | 1982 | 1990 | 1999 | 2010 |
| ---- | ---- | ---- | ---- | ---- | ---- | ---- |
| 293  | 327  | 353  | 405  | 595  | 586  | 729  |

## Администрация
| Период | Период | Фамилия         | Партия      | Примечания |
| ------ | ------ | --------------- | ----------- | ---------- |
| 1995   | 2001   | Ролан Дюло      |             |            |
| 2001   | 2014   | Патрик Паччалле | Новый центр |            |

## Экономика
В 2010 году среди 511 человек трудоспособного возраста (15—64 лет) 400 были экономически активными, 111 — неактивными (показатель активности — 78,3 %, в 1999 году было 73,0 %). Из 400 активных жителей работали 376 человек (207 мужчин и 169 женщин), безработных было 24 (8 мужчин и 16 женщин). Среди 111 неактивных 34 человека были учениками или студентами, 41 — пенсионерами, 36 были неактивными по другим причинам.